# Luxembourg au Concours Eurovision de la chanson 2025
Le Luxembourg est l'un des trente-sept pays participants du Concours Eurovision de la chanson 2025, qui se tient du 13 au 17 mai 2025 à Bâle en Suisse. Le pays est représenté par la chanteuse Laura Thorn, et sa chanson La poupée monte le son sélectionnées lors de la 2e édition du Luxembourg Song Contest. Lors de la deuxième demi-finale, le Luxembourg se qualifie pour la finale du 17 mai 2025, se classant en septième position avec 62 points. Lors de celle-ci, le pays termine vingt-deuxième avec 47 points.

## Sélection
Après avoir fait en 2024 son retour au Concours après 31 ans d'absence, le Luxembourg confirme sa participation à l'édition 2025 le 12 mai 2024. Comme l'année précédente, la sélection du représentant et de sa chanson se fait au moyen d'une présélection nationale télévisée, intitulée Luxembourg Song Contest,.

### Format
Le Luxembourg Song Contest consiste en une émission retransmise en prime-time le 25 janvier 2025, en direct de la Rockhal d'Esch-sur-Alzette. La soirée est présentée par Raoul Roos et Loïc Juchem; le trophée est réalisé par la verrière Pascale Seil.

### Participants
La fenêtre de candidatures à la présélection est ouverte du 1er juillet au 6 octobre 2024. Les candidats devaient:
- Être citoyens luxembourgeois, ou avoir vécu dans le pays pendant trois années consécutives ou avoir un lien à la scène culturelle luxembourgeoise;
- Avoir au moins 16 ans à la date du 1er janvier 2025;
- Être disponibles entre novembre 2024 et mai 2025;
- Être capables de chanter en direct.

Dans le cas des groupes, ces exigences devaient s'appliquer à au moins l'un des membres.
53 artistes ont passé les auditions devant un jury international, avec en tout 79 chansons. Le jury international était composé de:
- Diogo Fernandes, prod!ucteur portugais,
- Eldar Gasımov, chanteur azéri, gagnant du Concours Eurovision de la chanson 2011,
- Poli Genova, chanteuse bulgare, représentante de son pays aux Concours Eurovision de la chanson 2011 et 2016,
- Niamh Kavanagh, chanteuse irlandaise, gagnante du Concours Eurovision de la chanson 1993 puis participante à l'édition 2010,
- Marie Myriam, chanteuse franco-portugaise, gagnante du Concours Eurovision de la chanson 1977.

La liste des participants est révélée par RTL Télé Lëtzebuerg le 18 novembre 2024, et les chansons sortent le 19 décembre,.
| Artiste           | Titre                  | Langue   | Auteur(s) |
| ----------------- | ---------------------- | -------- | --- |
| Laura Thorn       | La poupée monte le son | Français | Julien Salvia (m), Ludovic-Alexandre Vidal (p)                                                                         |
| Luzac             | Je danse               | Français | Linda Dale, Alireza Baghdadchi, Edson Pires Domingos, Lucas Zagdoudi                                                   |
| MÄNA              | Human Eyes             | Anglais  | Mattias Skantze, Robin Larsson                                                                                         |
| One Last Time     | Gambler's Song         | Anglais  | Andrea Galleti, Jonathan Fersino, Albin H. Fredy Ljungqvist, Samuel William Peter Ray                                  |
| Rafa Ela          | No Thank You           | Anglais  | Christoffer Jonsson, Johan Jämtberg, Rafaela Teixeira Fernandes                                                        |
| Rhythmic Soulwave | Stronger               | Anglais  | Carmen Carbonell Suarez, Naomi Ayé Vajdovics Suarez                                                                    |
| ZERO POINT FIVE   | Ride                   | Anglais  | Federico Menichetti, Gilles Saracini, Chris Reitz, Nathalie Haas, Sander Janssen, Dan Thiltges, Jonas Holteberg Jensen |

### Finale
La finale est diffusée le samedi 25 janvier 2025. Elle est remportée par Laura Thorn avec sa chanson La poupée monte le son.
- Première place
- Deuxième place
- Troisième place
- Dernière place

| Ordre | Artiste           | Titre                  | Jury (50%) | Télévote (50%) | Total | Place |
| ----- | ----------------- | ---------------------- | ---------- | -------------- | ----- | ----- |
| 1     | Rafa Ela          | No Thank You           | 36         | 17             | 53    | 7     |
| 2     | Rhythmic Soulwave | Stronger               | 52         | 29             | 81    | 4     |
| 3     | Luzac             | Je danse               | 62         | 31             | 93    | 3     |
| 4     | One Last Time     | Gambler's Song         | 40         | 39             | 79    | 5     |
| 5     | MÄNA              | Human Eyes             | 36         | 20             | 56    | 6     |
| 6     | Laura Thorn       | La poupée monte le son | 94         | 90             | 184   | 1     |
| 7     | ZERO POINT FIVE   | Ride                   | 16         | 110            | 126   | 2     |

## À l'Eurovision
Le 28 janvier 2025, le Luxembourg se voit attribuer, par tirage au sort, une place dans la deuxième partie de la seconde demi-finale du concours,. Par la suite, les producteurs décident le 27 mars de faire performer le Luxembourg en treizième position durant la deuxième demi-finale, après la Tchéquie et avant Israël,. À la fin de la demi-finale, Laura Thorn se classe en septième position avec 62 points, se qualifiant pour la finale. Thorn se voit attribuer une place en première partie de la finale lors d'un tirage au sort effectué juste après la fin de la demi-finale,. Le Luxembourg est désigné par les producteurs du concours pour passer en deuxième lors de la finale, après la Norvège et avant l'Estonie. À l'issue de celle-ci, le pays se classe en vingt-deuxième position avec 47 points.